# Mazan-l'Abbaye
 (juillet 2022).
L'article doit être relu — et modifié si nécessaire — par des contributeurs indépendants pour apporter un regard critique aux contributions effectuées en violation des conditions d'utilisation de Wikipédia, tant sur la forme (notamment concernant le style encyclopédique, la proportionnalité) que sur le fond (la neutralité de point de vue, la qualité et l'indépendance des sources).
Pour la commune du Vaucluse, voir Mazan.
Mazan-l'Abbaye est une commune française située dans le département de l'Ardèche, en région Auvergne-Rhône-Alpes.
Son abbaye est classée au titre de la loi du 31 décembre 1913 sur les monuments historiques depuis le 26 juin 1946.

## Géographie

### Communes limitrophes
Mazan-l'Abbaye est limitrophe de sept communes, toutes situées dans le département de l'Ardèche et réparties géographiquement de la manière suivante :

### Climat
Pour des articles plus généraux, voir Climat d'Auvergne-Rhône-Alpes et Climat de l'Ardèche.
En 2010, le climat de la commune est de type climat de montagne, selon une étude du CNRS s'appuyant sur une série de données couvrant la période 1971-2000. En 2020, Météo-France publie une typologie des climats de la France métropolitaine dans laquelle la commune est exposée à un climat de montagne ou de marges de montagne et est dans la région climatique Sud-est du Massif Central, caractérisée par une pluviométrie annuelle de 1 000 à 1 500 mm, minimale en été, maximale en automne.
Pour la période 1971-2000, la température annuelle moyenne est de 7 °C, avec une amplitude thermique annuelle de 15,7 °C. Le cumul annuel moyen de précipitations est de 1 105 mm, avec 10,2 jours de précipitations en janvier et 6,3 jours en juillet. Pour la période 1991-2020, la température moyenne annuelle observée sur la station météorologique installée sur la commune est de 7,4 °C et le cumul annuel moyen de précipitations est de 1 296,9 mm,. Pour l'avenir, les paramètres climatiques de la commune estimés pour 2050 selon différents scénarios d'émission de gaz à effet de serre sont consultables sur un site dédié publié par Météo-France en novembre 2022.
| Mois                                  | jan.           | fév.           | mars           | avril         | mai           | juin          | jui.          | août          | sep.          | oct.          | nov.           | déc.           | année      |
| ------------------------------------- | -------------- | -------------- | -------------- | ------------- | ------------- | ------------- | ------------- | ------------- | ------------- | ------------- | -------------- | -------------- | ---------- |
| Température minimale moyenne (°C)     | −3,1           | −3,4           | −0,9           | 2,2           | 5,3           | 9,2           | 11            | 11            | 8             | 5             | 0,9            | −2             | 3,6        |
| Température moyenne (°C)              | −0,5           | −0,4           | 2,7            | 6,2           | 9,5           | 13,9          | 16,2          | 16            | 12,4          | 8,4           | 3,6            | 0,8            | 7,4        |
| Température maximale moyenne (°C)     | 2,2            | 2,6            | 6,4            | 10,3          | 13,8          | 18,5          | 21,4          | 20,9          | 16,7          | 11,8          | 6,3            | 3,6            | 11,2       |
| Record de froid (°C) date du record   | −15,6 19.01.17 | −18,7 05.02.12 | −18,2 01.03.05 | −8,5 07.04.08 | −3,9 05.05.19 | 0,6 02.06.06  | 2,6 14.07.08  | 3 27.08.18    | −0,6 27.09.10 | −8 25.10.03   | −10,2 24.11.15 | −14,1 30.12.05 | −18,7 2012 |
| Record de chaleur (°C) date du record | 18,5 01.01.22  | 18,8 26.02.19  | 18,5 29.03.23  | 23,6 26.04.08 | 26,1 03.05.08 | 31,5 27.06.19 | 30,4 24.07.19 | 33,7 23.08.23 | 27,6 16.09.19 | 25,1 08.10.23 | 19,5 02.11.20  | 18,6 31.12.21  | 33,7 2023  |
| Précipitations (mm)                   | 83,5           | 77             | 79             | 119,1         | 119,4         | 80,9          | 73,8          | 71            | 102,9         | 182,8         | 219,4          | 88,1           | 1 296,9    |

## Urbanisme

### Typologie
Au 1er janvier 2024, Mazan-l'Abbaye est catégorisée commune rurale à habitat très dispersé, selon la nouvelle grille communale de densité à 7 niveaux définie par l'Insee en 2022.
Elle est située hors unité urbaine et hors attraction des villes,.

### Occupation des sols
L'occupation des sols de la commune, telle qu'elle ressort de la base de données européenne d’occupation biophysique des sols Corine Land Cover (CLC), est marquée par l'importance des forêts et milieux semi-naturels (81,4 % en 2018), en diminution par rapport à 1990 (88 %). La répartition détaillée en 2018 est la suivante : 
forêts (57,2 %), milieux à végétation arbustive et/ou herbacée (24,2 %), prairies (16,7 %), zones agricoles hétérogènes (1,9 %).
L'évolution de l’occupation des sols de la commune et de ses infrastructures peut être observée sur les différentes représentations cartographiques du territoire : la carte de Cassini (XVIIIe siècle), la carte d'état-major (1820-1866) et les cartes ou photos aériennes de l'IGN pour la période actuelle (1950 à aujourd'hui).

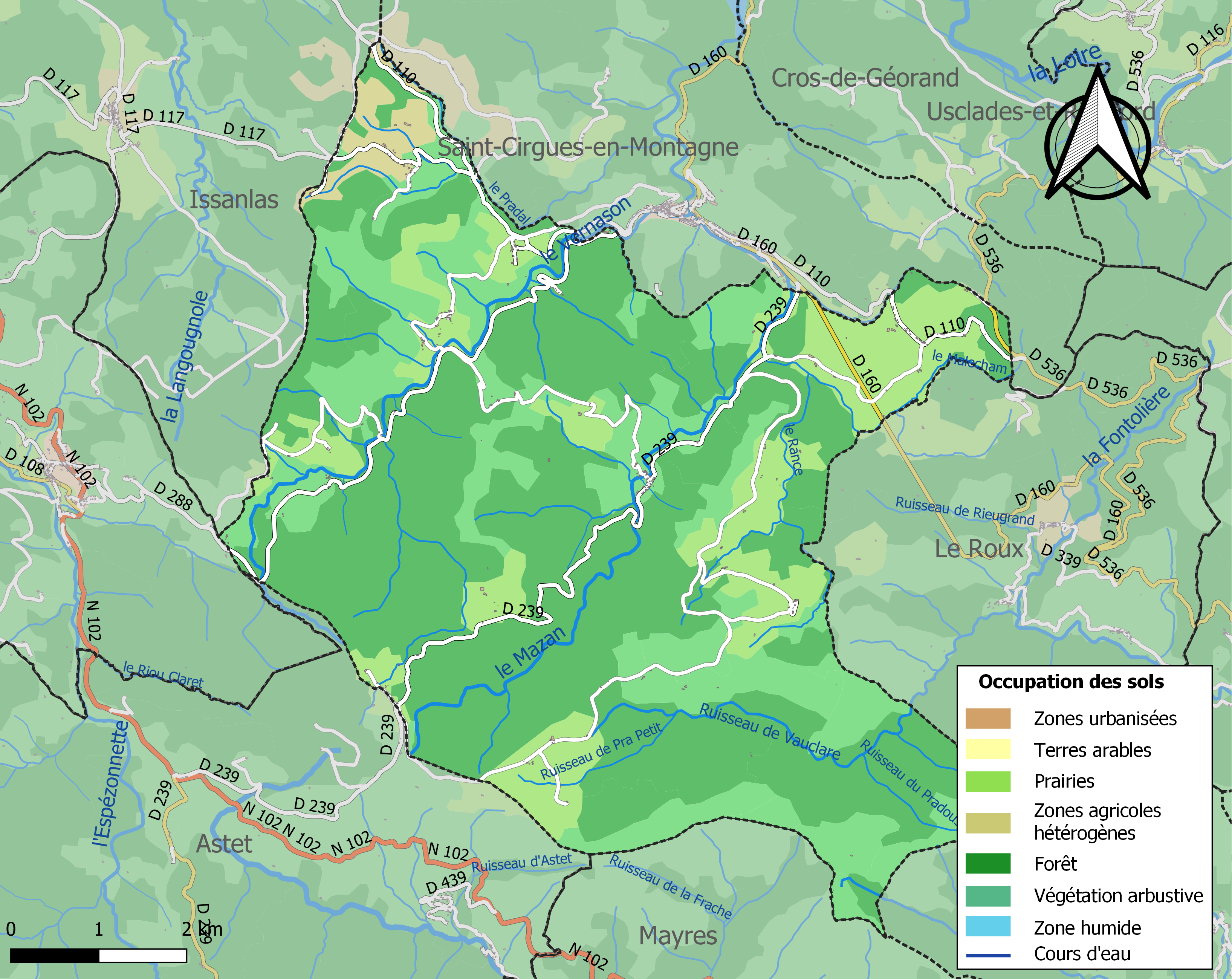
Carte des infrastructures et de l'occupation des sols de la commune en 2018 (CLC).

## Toponymie
Le nom de la localité est attesté sous la forme Mas Adam vers 1160.
Le sens n'est pas *Matasius, mais la « ferme d'Adam ».
La commune a été renommée Mazan-l'Abbaye le 29 mai 1954.

## Histoire
En 1793, la commune de Mazan est créée par scission de Saint-Cirgues-en-Montagne.
En 1801, Mezeyrac est séparé de Coucouron, rattaché à Mazan pour former la commune de Mazan-et-Mezeyrac.
En 1899, Mezeyrac et Issanlas se séparent de Mazan, pour créer la commune d'Issanlas.
En 1954, la commune change de nom pour Mazan-l'Abbaye.

## Politique et administration

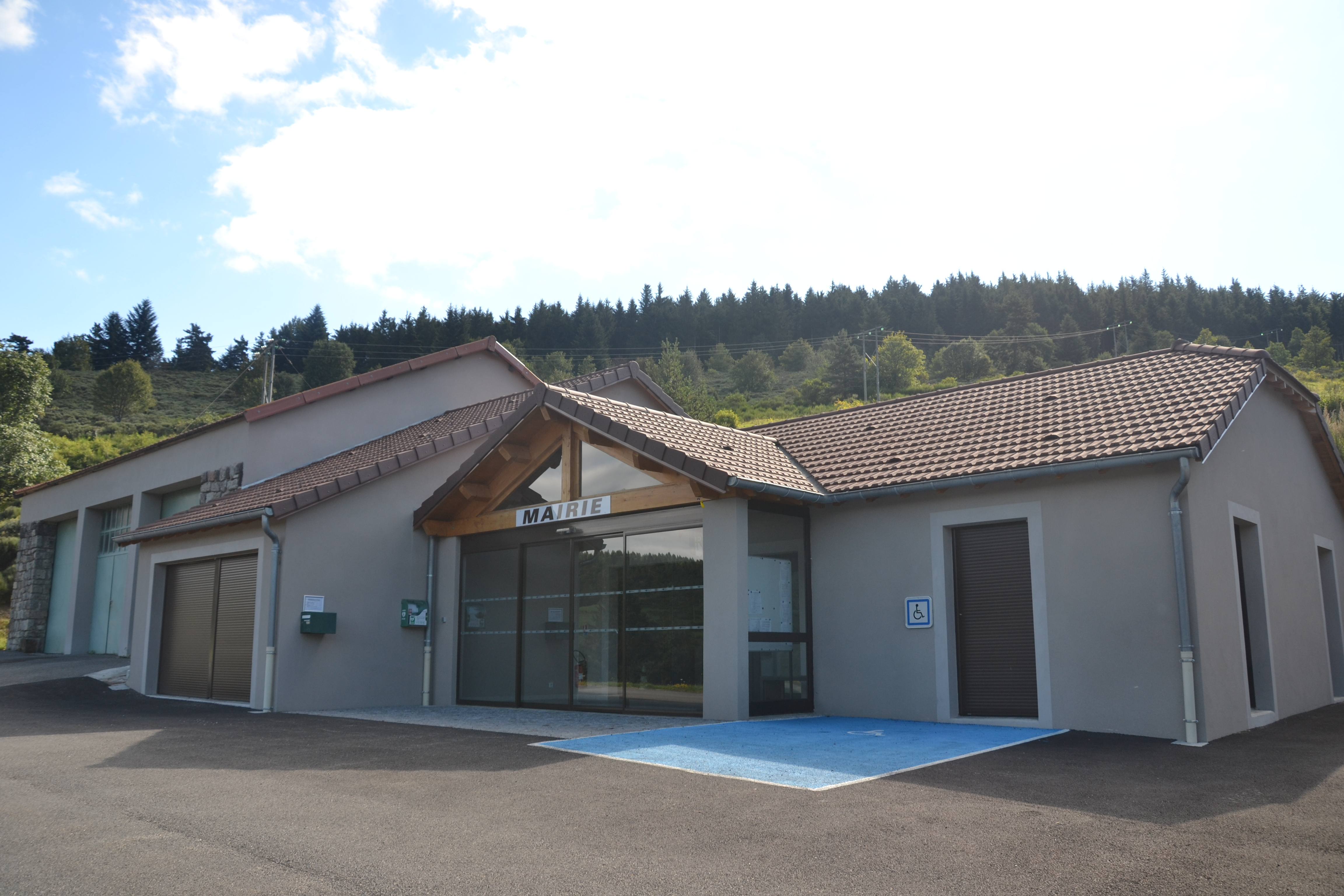
Mairie de Mazan-l'Abbaye.

## Population et société

### Démographie
L'évolution du nombre d'habitants est connue à travers les recensements de la population effectués dans la commune depuis 1793. Pour les communes de moins de 10 000 habitants, une enquête de recensement portant sur toute la population est réalisée tous les cinq ans, les populations de référence des années intermédiaires étant quant à elles estimées par interpolation ou extrapolation. Pour la commune, le premier recensement exhaustif entrant dans le cadre du nouveau dispositif a été réalisé en 2006.

En 2022, la commune comptait 124 habitants, en évolution de +2,48 % par rapport à 2016 (Ardèche : +2,48 %, France hors Mayotte : +2,11 %).
| 1793 | 1800  | 1806  | 1821  | 1831  | 1836  | 1841  | 1846  | 1851  |
| ---- | ----- | ----- | ----- | ----- | ----- | ----- | ----- | ----- |
| 960  | 1 341 | 1 376 | 1 443 | 1 510 | 1 590 | 1 666 | 2 019 | 1 878 |

| 1856  | 1861  | 1866  | 1872  | 1876  | 1881  | 1886  | 1891  | 1896  |
| ----- | ----- | ----- | ----- | ----- | ----- | ----- | ----- | ----- |
| 1 913 | 1 824 | 1 921 | 1 942 | 2 046 | 1 870 | 1 988 | 1 884 | 1 756 |

| 1901 | 1906  | 1911 | 1921 | 1926 | 1931 | 1936 | 1946 | 1954 |
| ---- | ----- | ---- | ---- | ---- | ---- | ---- | ---- | ---- |
| 973  | 1 023 | 965  | 801  | 725  | 625  | 602  | 548  | 498  |

| 1962 | 1968 | 1975 | 1982 | 1990 | 1999 | 2006 | 2011 | 2016 |
| ---- | ---- | ---- | ---- | ---- | ---- | ---- | ---- | ---- |
| 419  | 356  | 280  | 229  | 210  | 163  | 139  | 138  | 121  |

| 2021 | 2022 | - | - | - | - | - | - | - |
| ---- | ---- | - | - | - | - | - | - | - |
| 123  | 124  | - | - | - | - | - | - | - |

### Enseignement
La commune est rattachée à l'académie de Grenoble.

### Cultes
La communauté catholique et l'église de Mazan-l'Abbaye (propriété de la commune) sont rattachées à la paroisse Notre-Dame de la Montagne, elle-même rattachée au diocèse de Viviers.

## Économie

### Tourisme
Un Cercle et Mille Fragments

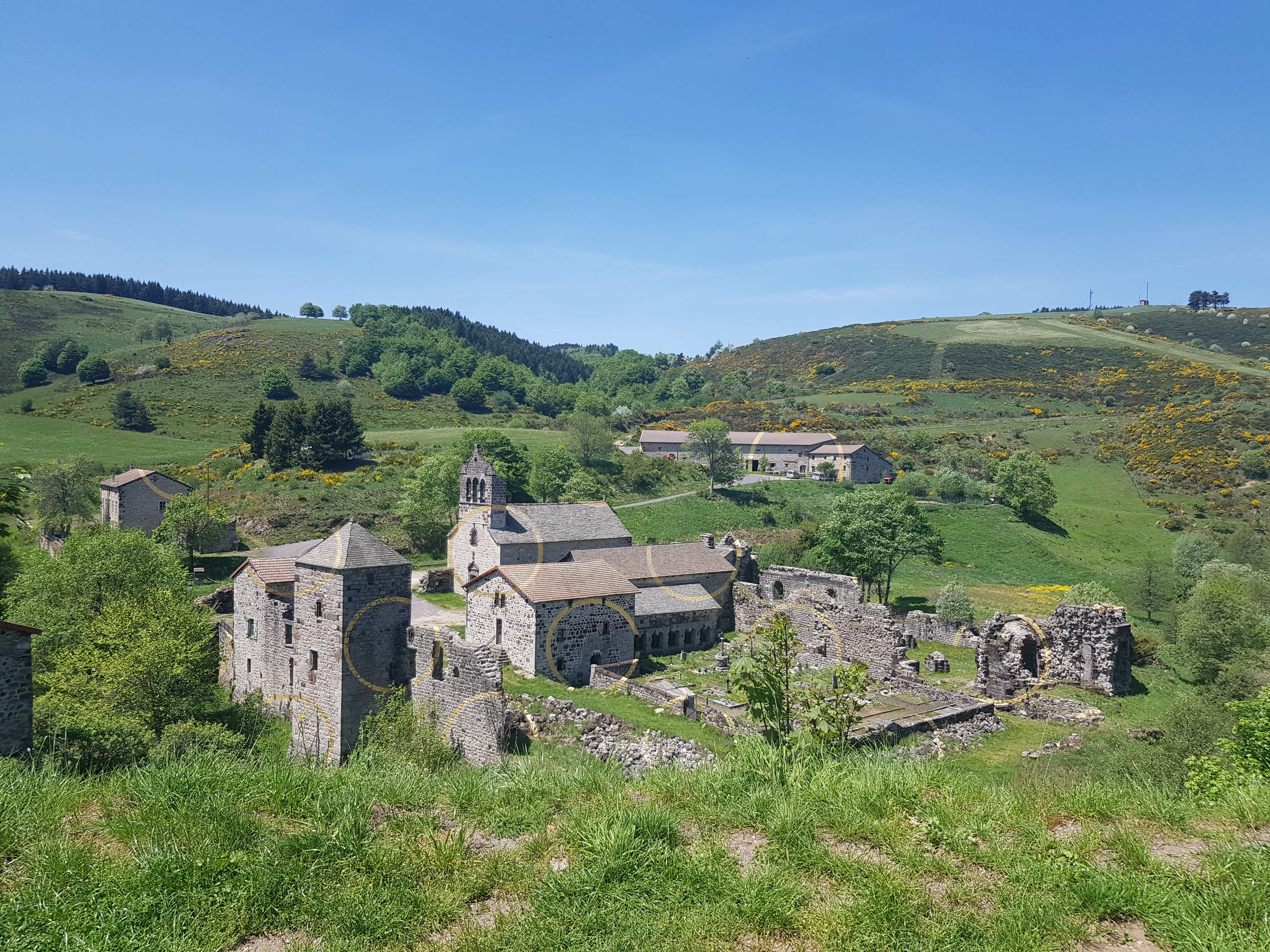

L’œuvre de Felice Varini intitulée Un Cercle et Mille Fragments orne depuis juillet 2017 les murs de l'Abbaye.

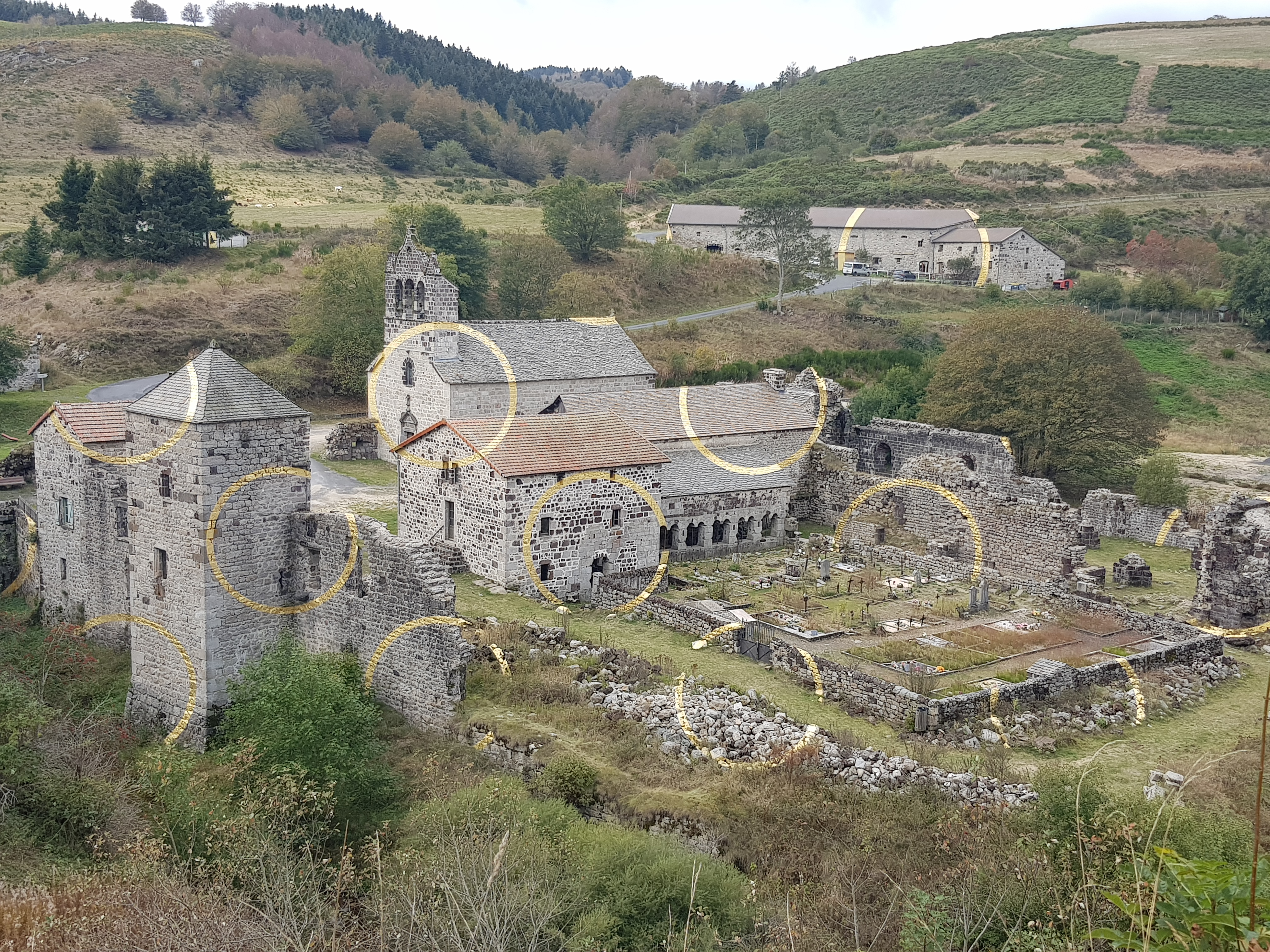

Le parcours artistique le Partage des eaux (7 œuvres à ciel ouvert, 7 artistes contemporains et 7 sites exceptionnels) est conçu et mis en œuvre par le Parc naturel régional des Monts d’Ardèche.
Des visites guidées de l’Abbaye sont proposées par la Communauté de Communes Montagne d’Ardèche.

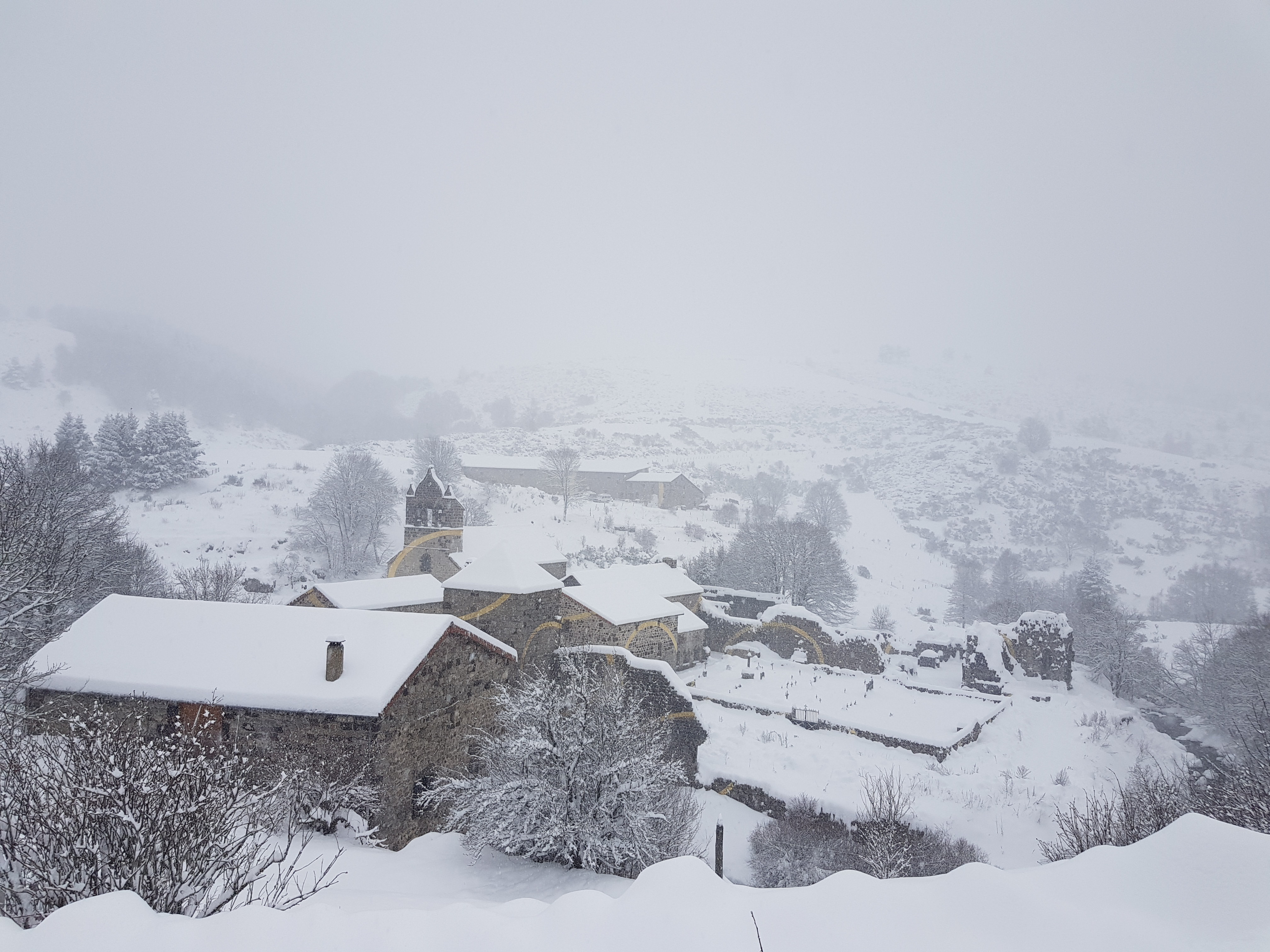

## Culture locale et patrimoine

### Lieux et monuments
- Vestiges de l'abbaye de Mazan[21].
- Le tunnel du Roux.
- Église Notre-Dame-de-l'Assomption de Mazan-l'Abbaye. L'édifice a été classé au titre des monuments historiques en 1946[22].

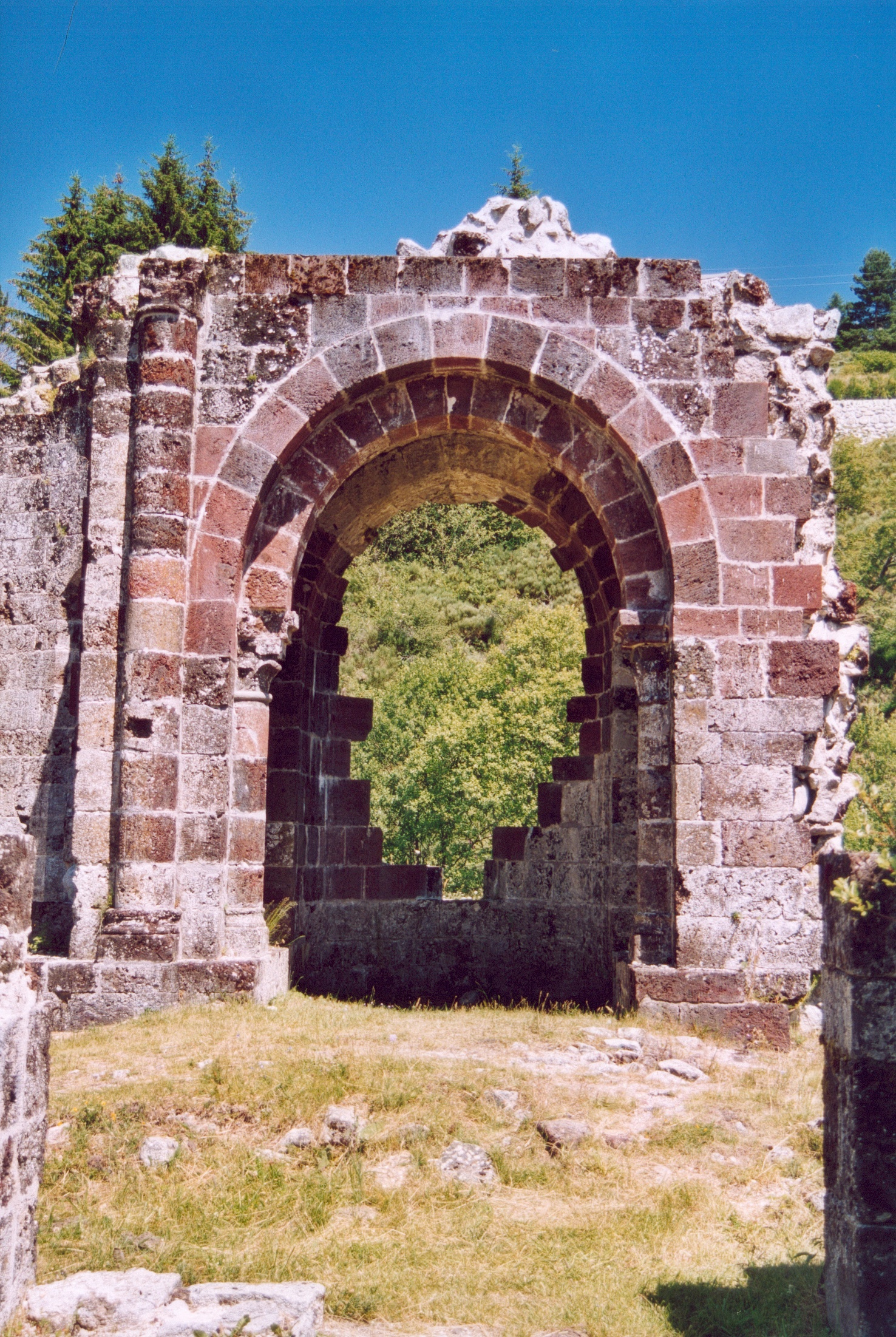
Ancienne porte de l'abbaye.
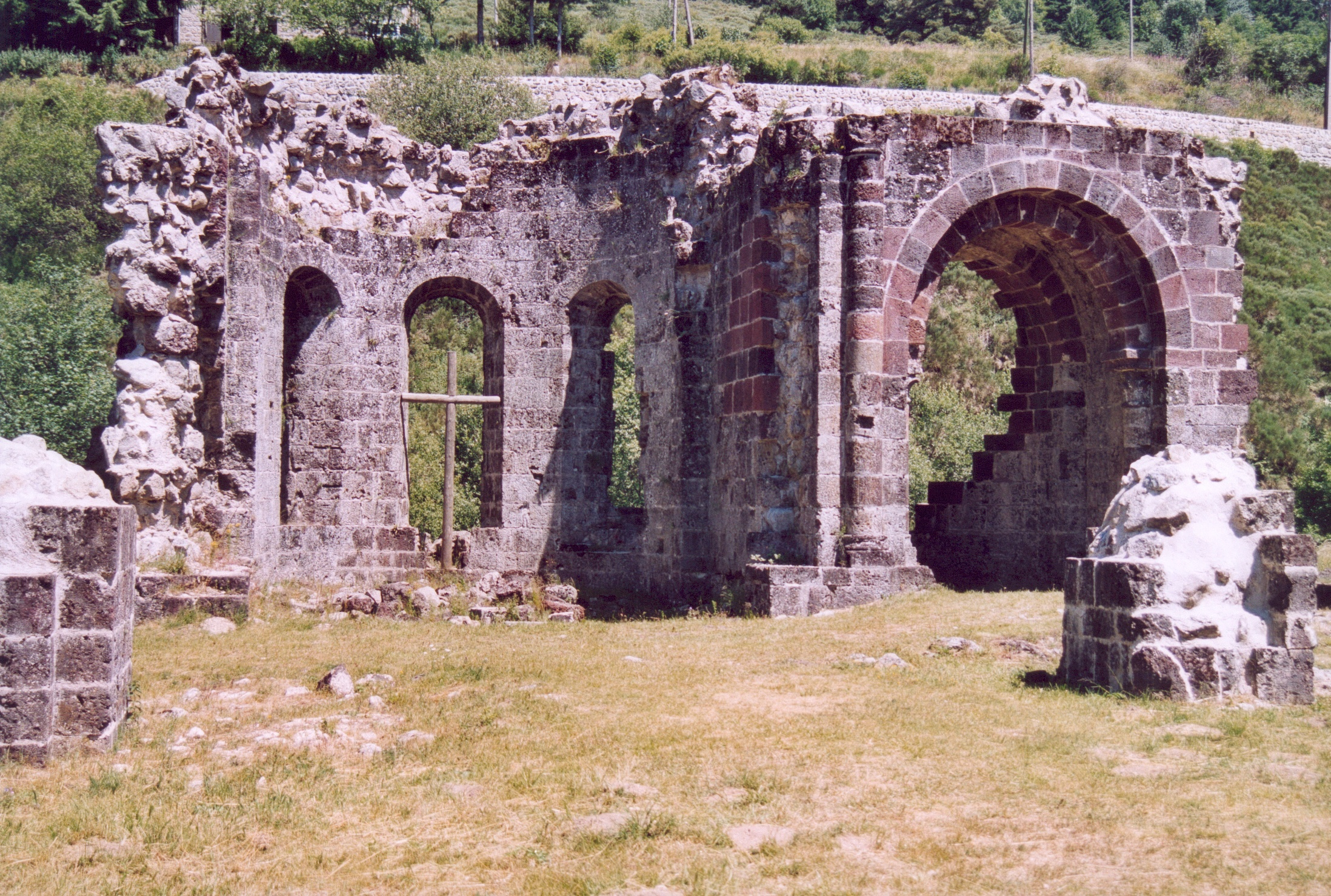
Vue des ruines.
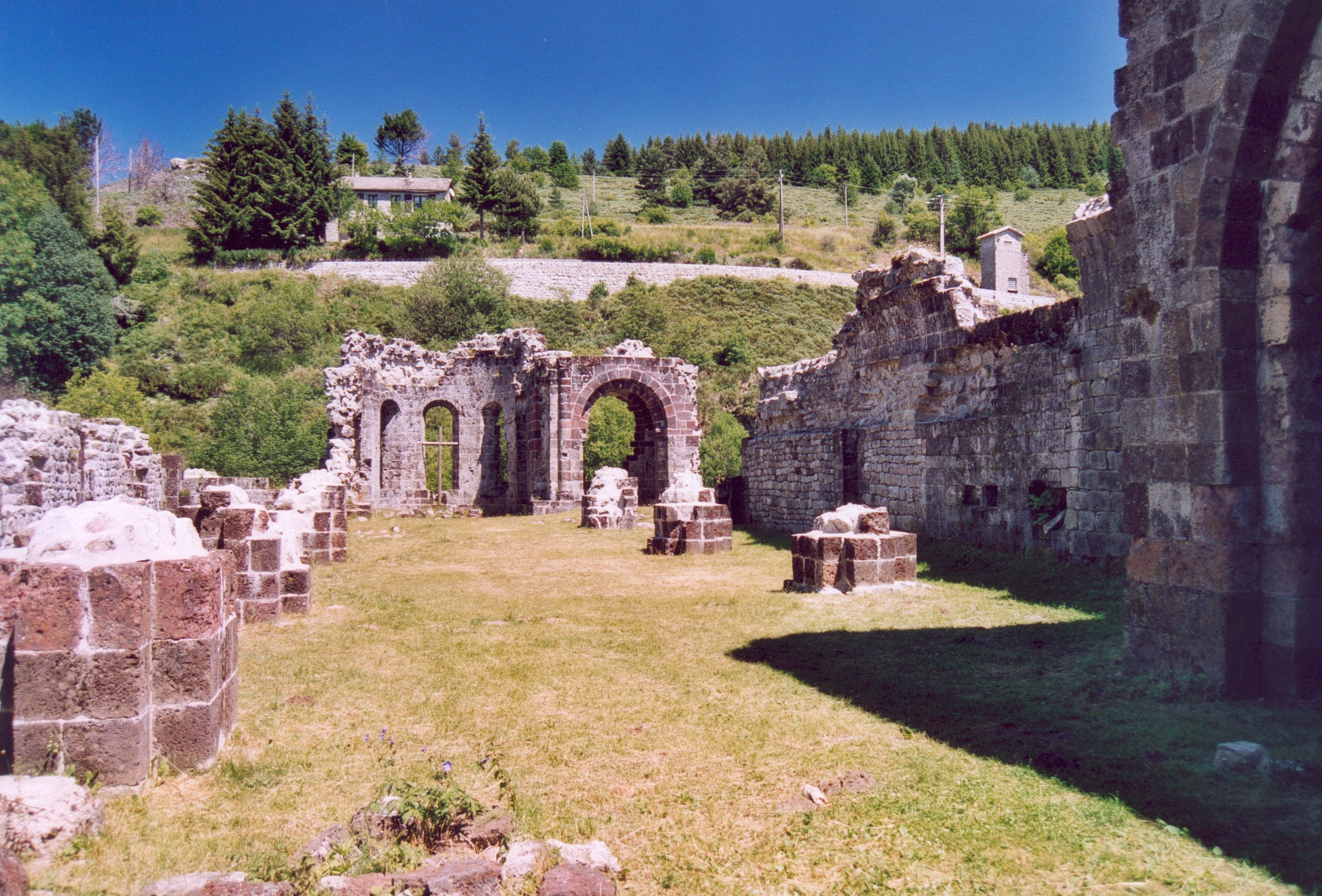
Vue plus large des ruines.

### Héraldique
|  | Mazan-l'Abbaye possède des armoiries dont l'origine et le blasonnement exact ne sont pas disponibles. |